# Hannah Myers
Hannah Myers coniugata Porter (Auckland, 28 settembre 1979) è una rugbista a 15 e dirigente sportiva neozelandese, nota anche come Hannah Porter dopo il matrimonio.
Ha vinto due volte la Coppa del Mondo con le Black Ferns nel ruolo di mediano d'apertura.

## Biografia
Appartenente alla seconda ondata di rugbiste neozelandesi che facevano seguito a quelle vittoriose alla Coppa del Mondo 1998, debuttò in nazionale nel 2000 e due anni dopo fu presente alla Coppa del Mondo 2002 nel tabellino della cui finale, vinta 19-9 contro l'Inghilterra, lasciò il suo nome con 3 punti allo scadere da calcio piazzato.
Rappresentò in seguito la Nuova Zelanda a 7 e tornò in squadra nella Coppa del Mondo 2006, in cui riconfermò il titolo mondiale vinto quattro anni prima.
Dopo il ritiro e il matrimonio con il collega Simon Porter, mediano d'apertura di North Otago, entrò nello staff della nazionale come team manager dapprima delle Black Ferns e a seguire della selezione a sette, incarico tenuto fino a tutto il 2015.

## Palmarès
- Coppe del mondo: 3
Nuova Zelanda: 2002, 2006